# Laura Sarabia
Laura Camila Sarabia Torres, född 20 mars 1994, är en colombiansk politiker som har tjänstgjort som stabschef för presidentskapet från 2022 till 2023, generaldirektör för socialt välstånd från 2023 till 2024, generaldirektör för DAPRE från 2024 till 2025 och sedan den 29 januari 2025 som utrikesminister (där hon efterträdde Luis Gilberto Murillo).

## Referensesr
1. ↑  Emblin, Richard (2025-01-30). ”New FM Laura Sarabia must reset Colombia’s image with Washington” (på amerikansk engelska). The City Paper Bogotá. https://thecitypaperbogota.com/news/new-fm-laura-sarabia-must-reset-colombias-image-with-washington/.